# I Am Franky
I Am Franky è una serie televisiva statunitense trasmessa su Nickelodeon nel 2017. 
È una sitcom per adolescenti che deriva dalla serie originale di Nickelodeon Io sono Franky. 
In Italia è andata in onda a partire dal 16 ottobre 2017 su TeenNick e su Super! dall'11 giugno 2022

## Trama

### Prima stagione
Franky  è un'androide, che sviluppa delle emozioni umane e viene adottata dalla sua creatrice. I suoi genitori la iscrivono in una scuola (la Sepulveda High) dove deve nascondere la sua vera identità. Lì conosce Dayton, con cui sviluppa una profonda e sincera amicizia, e suo fratello Cole. Incontra anche Tammy e le sue amiche che, invidiose delle sue abilità, tentano di scoprire il suo segreto per rivelarlo a tutti. Kingston vuole farla utilizzare alla WARPA per il progetto Q, mentre James Peters (ex scienziato della EGG) vuole vincere il premio Nobel costruendo un androide, che alla fine si innamora di Franky, ma lui in realtà è stato progettato con modalità totalmente diverse.

### Seconda stagione
Eliza è un androide creato anch'esso dalla dottoressa Sigourney che poi ha attraversato il progetto Q e ora vuole un nuovo viso perché la polizia sta ricercando la sua identità, visti i numerosi danni che ha causato. Andrew è intrappolato alla WARPA e Franky, Dayton e Cole vogliono salvarlo. Adesso la WARPA vuole dominare il mondo, vorrebbero far diventare Cole un hro e Franky un prototipo. Minacciano Franky dicendo che sua mamma verrà mandata nei confini dello spazio se non farà quello che le dicono. La posta in gioco è alta. La famiglia Gaines come farà a salvare i loro amici e parenti? Alla fine grazie a Beto, un altro androide figlio di Cynthia (il capo della WARPA che ha fatto finta di aiutare i Gaines), riescono a salvare Cole.

## Produzione
Dopo che la Nickelodeon ha annunciato la serie per una prima stagione di 21 episodi, è stata rinnovata per una seconda stagione di 22 episodi il 13 novembre 2017.

## Personaggi e interpreti

### Personaggi primari
- Franky Gaines (st. 1-2) interpretata da Alex Hook e doppiata da Emanuela Ionica. È un'androide adolescente costruito da Sigourney Gaines e fa parte della famiglia della sua creatrice, diventando la figlia di quest'ultima. Frequenta la Sepulveda High. È costantemente perseguita da Tammy, una ragazza che vuole rivelare il suo segreto,specialmente dalla WARPA che vuole rovinarle la vita. Diventa la migliore amica di Dayton e si innamora di Cole, entrambi scoprono poi il suo segreto. Nell'ultimo episodio si affeziona molto ad Andrew per poi quasi innamorarsene ma per poco. Nella seconda stagione scopre di avere una sorella gemella androide di nome Eliza per poi non venire a sapere che fine abbia fatto essendo scappata da casa Gaines. Diventa poi amica di Simone e soffrirà per la partenza di Cole, che è andato in una scuola di tennis per poi scoprire che è stato rapito dalla WARPA e riuscirà a salvarlo. Nell'ultimo episodio si bacia con Cole e le spunterà un cuore artificiale.

- Dayton Reyes (st. 1-2) interpretata da Nicole Alyse Nelson e doppiata da Margherita De Risi. È la sorella di Cole, migliore amica di Franky, figlia di Clares Kinghston e intelligente in robotica ed altro. Frequenta la Sepulveda High. Scopre il segreto di Franky nel secondo episodio della serie e l'aiuta nei suoi piani per sfuggire all'intelligenza di Tammy e alla malvagità della WARPA. Nella prima stagione si innamora di Byron e nella seconda di Zane.

- Cole Reyes (st. 1-2) interpretato da Carson Rowland e doppiato da Mirko Cannella. È un ragazzo bravo nel tennis. Suo padre è Clares Kinghston, ex capo di Sigourney Gaines e sua sorella è Dayton. Frequenta la Sepulveda High. Si innamora di Franky e per questa ragione litiga spesso con Andrew anche lui innamorato di Franky. Nella seconda stagione dice a Simone che sono solo amici (perché lei avrà una cotta per lui) e verrà ammesso in una scuola di tennis per poi scoprire che era una trappola della WARPA perché voglio trasformarlo in un hro non riuscendoci. Nell'ultimo episodio bacia Franky e grazie a questo dentro di lei appare un cuore artificiale.

- Tammy (st. 1-2) interpretata da Mohana Krishnan e doppiata da Roisin Nicosia. È una ragazza della Sepulveda High che fin dall'inizio vuole rivelare il segreto di Franky. Fa parte della squadra Cervelloni con Lucia e Makayla. Certe volte arriva quasi al punto di scoprire il segreto di Franky e nei primi episodi della seconda stagione viene controllata dalla WARPA attraverso un circuito. Sempre nella seconda stagione costituisce il gruppo "NAH!", formato dagli oppositori degli androidi e nella fine della serie crea un dibattito tra NAH! e SAH!.

- Andrew La Pierre (st. 1-2) interpretato da Kyson Facer e doppiato da Alex Polidori. È un androide adolescente costruito dal Dr. James Peters per essere migliore di Franky e vincere il premio Nobel. Compare la prima volta alla Sepulveda Hight,e il suo segreto viene scoperto da Franky e Dayton,mentre salvava la prima delle due da uno scherzo di Tammy. Nella fine della prima stagione viene catturato dalla WARPA, per essere testato creando così un androide, Simone.Prova dei sentimenti per Frankie e per questa ragione litiga spesso con Cole.Il suo segreto verrà poi svelato dal Dr. Peters mettendo in disaccordo ancora di più i gruppi NAH! E SAH! per gli androidi. Anche se detesta Cole si unisce a Franky e Dayton per salvarlo, stringendo anche amicizia con Simone.

- Simone (st. 2) interpretata da Tommi Rose. È un androide adolescente rubato dalla WARPA. All'inizio la famiglia di Franky crede che sia una spia, ma dimostra la sua fiducia aiutando gli altri.Diventa una studentessa della Sepulveda High e va ad abitare con Andrew poi perderà la memoria ma poi la ritroverà. Prova dei sentimenti per Cole, finche lui le dice che sono solo amici. Il Dr. Peters rivela poi il suo segreto, durante una diretta televisiva dove cantava con Andrew. Nell'ultimo episodio lei ed Andrew aiutano Kinghston, Franky e Beto a salvare Cole. Alla fine la vediamo parlare con tizio un sconosciuto.

### La famiglia Gaines
- Sigourney "Sig" Gaines (st. 1-2) interpretata da Carrie Schroeder. È un'esperta di robotica, madre di Franky (costruita da lei) e Jenny e la moglie di Will. Ha costruito Franky in 3 anni e l'ha completata nel primo episodio. Ha un'altra figlia androide costruita da lei, Eliza (già citata nel primo episodio), e che è identica a Franky ma cattiva. Nella seconda stagione,riceve un'email di ammissione alla Stazione Spaziale Internazionale e parte lasciando Will e le figlie. Per aiutare Franky con le manutenzioni e i controlli, chiama Cynthia Mandal, una sua ex-compagna e amica di università, che si scoprirà essere il capo della WARPA. Durante la stagione chiama la sua famiglia tramite videochiamate. Ritorna nell'ultimo episodio, dopo aver scoperto che la stazione era controllata dalla WARPA e assiste alla recita di Franky.

- William "Will" Gaines (st. 1-2) interpretato da Michael Laurino. È il marito di Sigourney e il papà di Franky e Jenny. Dopo la partenza della moglie, si occupa di cucinare, dei lavori domestici e di accudire le figlie. È molto sbalordito delle abilità della figlia Jenny, soprattutto nella seconda stagione. Nel finale della serie, insieme a Jenny, Dayton, il Dr. Peters, Andrew, Simone, Rachel e Beto, salvano Franky, Cole e Kinghston e sconfiggono Cynthia e la WARPA.

Jenny Gaines (st. 1-2) interpretata da Sophia Forest. È l'unica figlia dei coniugi Gaines, fino all'arrivo di Franky. Ha 10 anni ma è brava in robotica come la madre. Nella seconda stagione il suo migliore amico è Beto, il figlio androide di Cynthia. Tiene molto ai suoi genitori e a Franky; infatti, in un episodio aiuta Dayton a distarre Tammy e in un altro incarica Beto di spiare la sorella.

### Personaggi secondari
- Lucia e Makayla (st. 1-2) interpretate da Uriel Baldesco e Kristi Beckett. Sono le amiche di Tammy, ma non accettano sempre le sue idee sullo smascherare Franky. Fanno parte della squadra Cervelloni.

- Mrs. Hough (ricorrente st. 1-2) interpretata da Joy Kigin. È la preside della Sepulveda High. È severa e amante dei gatti, avendone molti. Il suo nome completo è Esmeralda Carmen Telonius Hough VII, ma per gli studenti è Mrs. Hough.

- Dr. James Peter (st. 1-2) interpretato da Todd Allen Durkin. È un esperto di robotica, creatore di Andrew. Il Dr. Peters è un vecchio amico di Sigourney, lavorava anch'egli con la EGG, ma detesta Kinghston e ruba i dati di Franky per costruire Andrew. È molto antipatico a Will e Jenny, infatti negli ultimi episodi della prima stagione lui e l'odiato Kinghston si alleano per sbarazzarsi di Franky e consegnarla alla WARPA, ma nell'ultimo episodio prendono Andrew. Accoglie Andrew e Simone dopo l'evasione dalla WARPA (2x9). Nell'ep. 2x10 rivela alla Sepulveda High la natura di Andrew e nell'ep. 2x19 quella di Simone. Nel finale della serie loro 3 aiutano i Gaines, i Reyes, Rachel e Beto a sconfiggere la WARPA.

- Clares Kinghston/ Tom Reyes (ricorrente st. 1-2) interpretato da James D. Ballard. È il papà di Cole e Dayton. Durante la prima stagione lavorava per la WARPA ed era il capo di Sigourney alla EGG. È un grande amico di PEGS1, un robot circolare. Nella seconda stagione si rifiuta di collaborare, pentendosi con Franky per aver cercato di portarla al Rombo. Nell'ep. 2x16 viene catturato dalla WARPA ed evade nell'ultimo episodio. È divorziato e non è molto adorato dai figli.

- Byron (st. 1) interpretato da Armani Barrett. È uno studente della Sepulveda High e fa parte della squadra Cervelloni. È un grande amico di Cole ed è innamorato di Dayton, che prova per lui gli stessi sentimenti. Ha un robot di nome Bob a cui tiene molto.

- PEGS1 (ricorrente st. 1) doppiato da Mark Jacobson. È un amico di Kinghston e lavora con lui alla EGG. È un robot circolare e cerca di aiutare gli scienziati della EGG a catturare Franky. È divertente e a volte comandato da Kinghston, ma negli ultimi episodi della prima stagione viene catturato dalla warpa ma lui evade e viene investito da un camion.

- Robbie (ricorrente st. 1) interpretato da Jayce Mroz. È un ragazzo che entra a far parte della Sepulveda High nell'ep. 1x7, ma viene espulso a causa di Tammy pochi episodi dopo rientra sempre grazie a Tammy nell'ep. 1x17.

- Rachel Brandt (st. 2) interpretata da Amina Alzouma. È una ragazza esperta di videogiochi, arrivata alla Sepulveda High verso l'inizio della seconda stagione. Crede che la WARPA e gli androidi siano parte di un videogioco. Scopre la verità con Zane negli ultimi episodi, aiutando Jenny a controllare Beto per salvare Franky, Cole, Andrew, Simone e Kinghston.

- Zane (st. 2) interpretato da Zachary S. Williams. È un ragazzo arrivato all'inizio della seconda stagione, amante del teatro. Durante la stagione si occupa della sua recita "La ragazza di Frankestein", con protagonisti Andrew e Franky. Verso la fine della serie scopre che Dayton ha una cotta per lui.

- Cynthia Mandal (st. 2) interpretata da Jayme Lake. È un'amica di Sigourney, che le chiede di aiutare Franky con i controlli. Ha un figlio androide di nome Beto ed è esperta in robotica. È in realtà il capo della WARPA e lo rivela a Dayton e i Gaines (Will e le figlie) nell'ep. 2x18. Nei seguenti episodi ricatta Franky, tenendo sotto ostaggio Cole e Sigourney. Il figlio Beto però, controllato da Rachel e Jenny attraverso l'app di quest'ultima, aiuta Franky, Cole, Andrew, Simone e Kinghston a scappare. Successivamente lei e gli agenti della WARPA vengono arrestati.

- Beto Mandal (st. 2) interpretato da Ashton Heathcoat. È un androide figlio di Cynthia Mandal, amica di Sigourney nonché capo della WARPA. Compare nella prima metà della seconda stagione e diventa un amico di Jenny, facendo dei favori a lei e Will. Dopo il tradimento di Cynthia, collabora con lei, aiutando a ricatturare Cole e il padre nell'ep. 2x20. Ma nell'ultimo episodio viene controllato da Rachel e Jenny attraverso l'app di quest'ultima: aiuta Franky, Cole, Andrew, Simone e Kinghston a scappare ed entra a far parte della famiglia Gaines.

## Episodi
La prima stagione di I Am Franky negli Stati Uniti  è andata in onda dal 21 agosto 2017 al 6 ottobre 2017 e in Italia dal 16 ottobre 2017 al 10 novembre 2017.
La seconda stagione di I Am Franky negli Stati Uniti è andata in onda dall'11 agosto 2018 fino al 5 ottobre 2018. In Italia è andata in onda dal 15 ottobre 2018 fino al 13 novembre 2018.
| Stagione                     | Episodi                      | Prima TV originale | Prima TV originale | Prima TV Italia (Nickelodeon) | Prima TV Italia (Nickelodeon) | Prima TV Italia (Super!) | Prima TV Italia (Super!) |
| Stagione                     | Episodi                      | Inizio             | Fine               | Inizio                        | Fine                          | Inizio                   | Fine                     |
| ---------------------------- | ---------------------------- | ------------------ | ------------------ | ----------------------------- | ----------------------------- | ------------------------ | ------------------------ |
| Prima stagione               | 20                           | 21 agosto 2017     | 6 ottobre 2017     | 16 ottobre 2017               | 10 novembre 2017              | 11 giugno 2020           | luglio 2020              |
| I Am Frankie... The Download | I Am Frankie... The Download | 29 settembre 2017  | 29 settembre 2017  | Inedito                       | Inedito                       | Inedito                  | Inedito                  |
| Seconda stagione             | 22                           | 11 agosto 2018     | 4 ottobre 2018     | 15 ottobre 2018               | 13 novembre 2018              | 31 agosto 2020           | 14 settembre 2020        |